# دورمة

تعديل مصدري - تعديل

دورمه هي إحدى قرى عزلة القارة بمديرية رصد التابعة لمحافظة أبين، بلغ تعداد سكانها 173 نسمة حسب تعداد اليمن لعام 2004.